# 温特斯佩尔特
温特斯佩尔特是德国莱茵兰-普法尔茨州的一个市镇。总面积25.60平方公里，总人口804人，其中男性397人，女性407人（2011年12月31日），人口密度31人/平方公里。